# 547398 Turánpál
547398 Turánpál è un asteroide della fascia principale. Scoperto nel 2010, presenta un'orbita caratterizzata da un semiasse maggiore pari a 2,7179682 au e da un'eccentricità di 0,1997751, inclinata di 12,11472° rispetto all'eclittica.